# Pleumeleuc
Pleumeleuc település Franciaországban, Ille-et-Vilaine megyében. Lakosainak száma 3535 fő (2022. január 1.). Pleumeleuc Romillé, Bédée, Breteil, Clayes, Parthenay-de-Bretagne és Saint-Gilles községekkel határos.

## Népesség
A település népességének változása:
| Lakosok száma | 946  | 1548 | 1929 | 2376 | 3132 | 3224 | 3329 | 3474 | 3499 | 3535 |
|               | 1968 | 1982 | 1990 | 2006 | 2013 | 2015 | 2017 | 2019 | 2020 | 2022 |